# マヌエル・ガルシア・デ・ラ・プラダの肖像
『マヌエル・ガルシア・デ・ラ・プラダの肖像』（マヌエル・ガルシア・デ・ラ・プラダのしょうぞう、西: Retrato de Manuel García de la Prada, 英: Portrait of Manuel Garcia de la Prada）は、スペインのロマン主義の巨匠フランシスコ・デ・ゴヤが1805年頃に制作した肖像画である。油彩。ゴヤの友人でナポレオン時代にマドリード市長を務めたマヌエル・ガルシア・デ・ラ・プラダを描いている。現在はアメリカ合衆国アイオワ州のデモイン・アート・センターに所蔵されている。

## 人物
マヌエル・ガルシアは1768年に裕福な商人でサン・カルロス国立銀行創設者の1人であるフアン・シクスト・ガルシア・デ・ラ・プラダ（Juan Sixto García de la Prada）の息子としてマドリードに生まれた。マヌエル・ガルシアは同銀行の理事会メンバーで、フランス軍に占領された1808年に国立銀行を代表してバイヨンヌ会議に出席し、バイヨンヌ憲法に署名した。その後は新国王ホセ1世の官僚組織に加わり、1811年9月にマドリード市長に任命された。しかし翌1812年7月22日のサラマンカでの敗戦を受けてフランスに亡命し、半島戦争後の1818年にスペインに帰国した。彼はゴヤやレアンドロ・フェルナンデス・デ・モラティンの友人で、ゴヤの5点の作品『狂人の家』（La casa de locos）、『苦行者の行列』（Procesión de flagelantes）、『異端審問の法廷』 （Tribunal de la Inquisición）、『村の闘牛』（Corrida de toros en un pueblo）、および『鰯の埋葬』（El entierro de la sardina）を所有していた。ゴヤが1824年にフランスのボルドーに亡命した後は代理人の役割も果たした。1839年11月23日に死去。彼が所有していたゴヤの作品は死後に王立サン・フェルナンド美術アカデミーに遺贈された。

## 作品
ゴヤは暗い背景の前で立つマヌエル・ガルシアの全身肖像画を描いている。マヌエル・ガルシアは四分の三正面を向き、木製のテーブルと椅子の間に立っている。彼は足を交差して立ち、左手で椅子の背もたれの細い横木を握り、右手でテーブルの上に行儀よく座る小型犬を撫でながら、鑑賞者の方を見つめている。その様子はある種のダンディズムを漂わせている。マヌエル・ガルシアが着ている服装はフランスのエンパイア様式である。彼は高い襟の白いレースのシャツの上に金ボタンがよく映える青いフロックコートを着ており、下半身には黄色のズボンと白のストッキングをはいている。椅子の上には彼のものであろう黒いシルクハットが置かれている。また当時の流行に合わせてもみあげのある豊かな髪形をしている。
ゴヤは友人の肖像画を輝く色彩とシンプルかつ力強いデザインで鮮やかに描いている。ゴヤは暗い背景を用いて人物像を引き立てつつ、衣服の明るい色彩で鑑賞者の注意を惹いている。
美術史家ホセ・グディオルはマヌエル・ガルシアの肖像画が19世紀初頭に描かれた肖像画グループに属し、そのすべてが1780年代に描かれたものよりはるかにアカデミックであると指摘している。

## 来歴
肖像画はマヌエル・ガルシアの一族に由来しており、その後マドリードのルイス・イ・プラド（Ruiz y Prado）のコレクションに加わった。肖像画は1900年までにパリの美術収集家エミール・パキュリー（Émile Pacully）の手に渡り、1903年に彼のコレクションとともに美術商ジョルジュ・プティの画廊で売却された。その後、肖像画はユダヤ系アイルランド人の銀行家で、ニースに住んでいた美術収集家ジョン・ジャッフェ（John Jaffé）とアンナ・ジャッフェ夫妻によって所有された。しかし第二次世界大戦中の1943年に、ヴィシー政権によって夫妻の他のコレクションとともに押収され、7月12日から13日にかけてサヴォイワ宮殿で無名の画家の作品として売却された。これを当時パリのウィルデンシュタイン・カンパニーを経営していたロジェ・ドゥクワ（Roger Dequoy）と7万6000フランで共同購入したのはジャン・デュティ（Jean Dutey）という美術商であった。彼は肖像画の作者がゴヤであるという鑑定結果を得たのち、同じくパリの美術商ラファエル・ジェラール（Raphaël Gérard）に300万フランで売却した。ラファエル・ジェラールはユダヤ人が所有した多くの美術品をドイツの収集家や美術館に売却しており、マヌエル・ガルシアの肖像画もまた、ヒトラーによって建設が予定されていた総統美術館向けに、ケムニッツの美術商ヴィルヘルム・グローシェニッヒ（Wilhelm Grosshennig）に転売した。しかし総統美術館が建設されることなく終戦を迎えると、肖像画はミュンヘン中央美術品収集所を経由してパリに送られたのち、1951年にジャッフェ夫妻の相続人に返還された。翌1952年にはニューヨークの美術商ノードラー商会に売却され、さらにその翌年、コフィン美術信託（Coffin Fine Arts Trust）の資金提供を受けたデモイン・アート・センターによって購入された。

## 修復
肖像画は保存修復の必要性から一時常設展示を離れたが、2021年に保存作業が終了し、同年6月4日から9月5日にかけて展覧会『ゴヤの帰還』（Goya Returns）で展示された。

## ギャラリー
関連するゴヤの作品

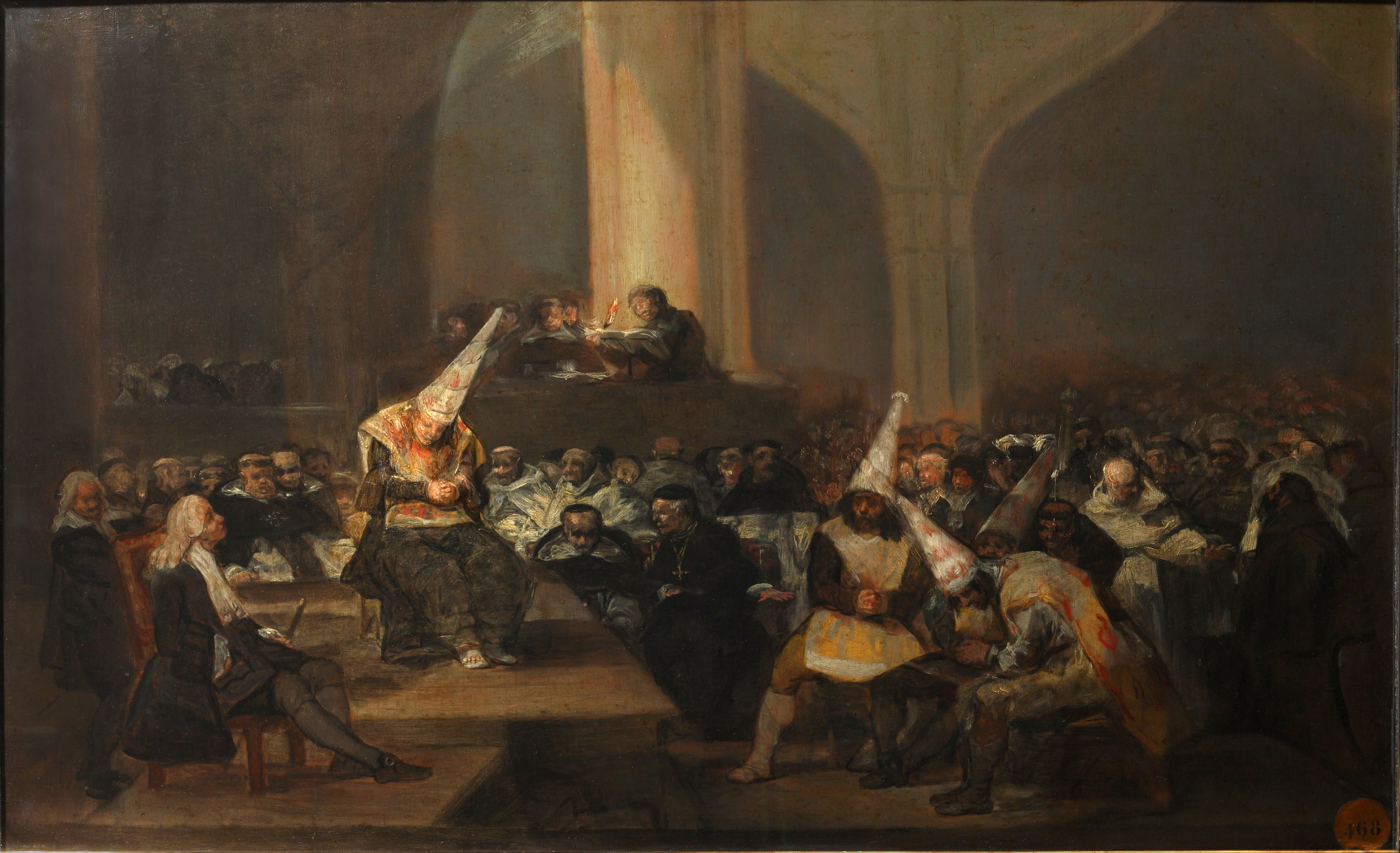
『異端審問の法廷』1812年-1819年
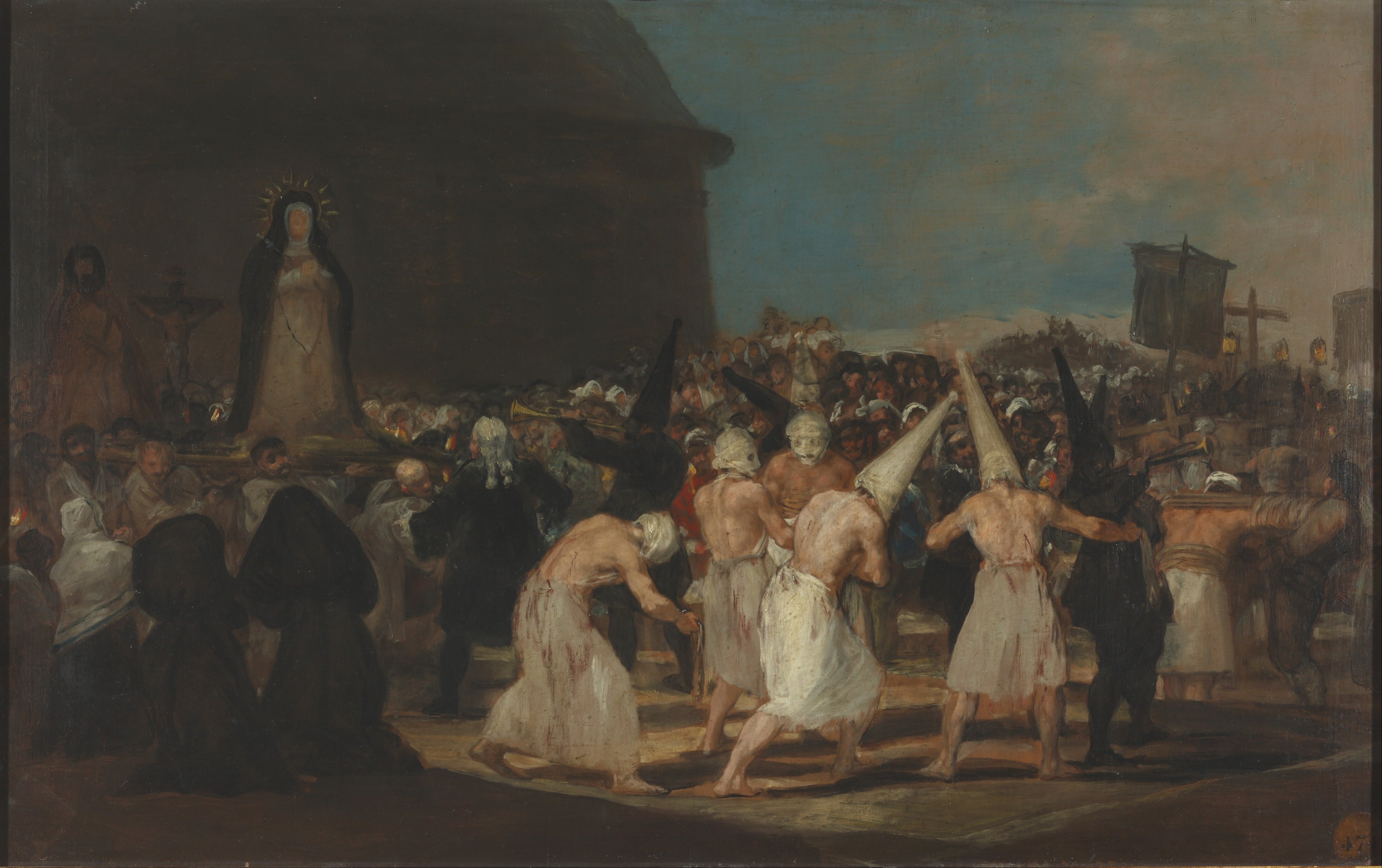
『苦行者の行列』1812年-1819年
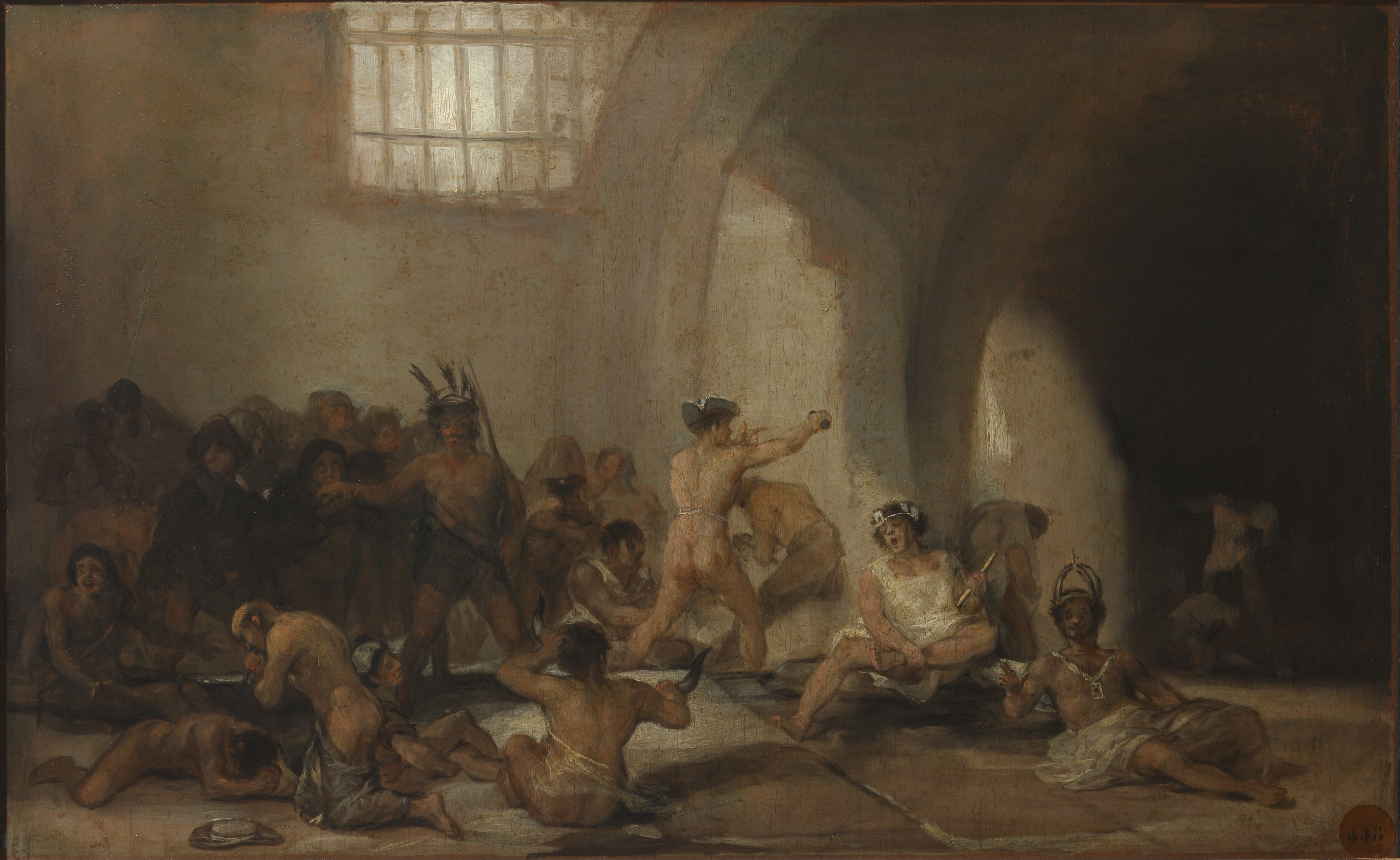
『狂人の家』1812年-1819年
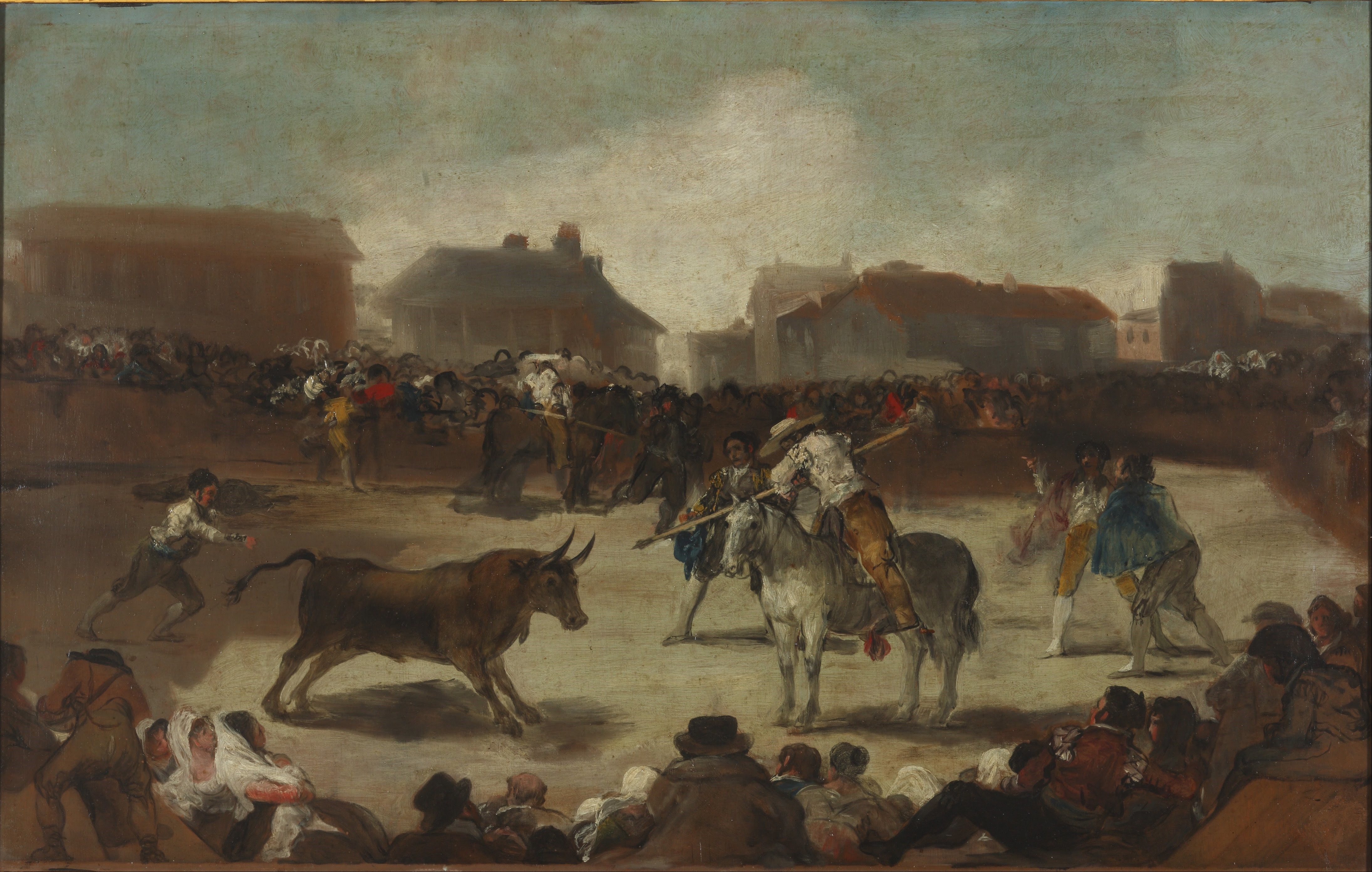
『村の闘牛』1812年-1819年
『鰯の埋葬』1812年-1819年[14]